# Qualificazioni ai Giochi della XXVI Olimpiade (CAF)
Di seguito sono elencati gli incontri con relativo risultato della zona africana (CAF) per le qualificazioni ad Atlanta 1996.

## Formula
La formula prevedeva quattro turni eliminatori: un turno preliminare e tre turni ad eliminazione diretta.
Al turno preliminare partecipavano 6 squadre che vennero divise in 3 spareggi A/R, le vincenti degli spareggi passavo il turno.
Al primo turno partecipavano 24 squadre (3 di queste erano le squadre che avevano passato il primo turno), esse vennero divise in 3 gruppi da 8 squadre ciascuno. All'interno dei tre gruppi, le squadre, vennero sorteggiate a due a due in modo che tra loro disputassero spareggi A/R. Le vincitrici degli spareggi accedevano al secondo turno.
Al secondo turno partecipavano le 12 squadre che avevano passato il primo turno, esse vennero in 3 due gruppi da 4 squadre ciascuno. All'interno dei tre gruppi, le squadre, vennero sorteggiate a due a due in modo che tra loro disputassero spareggi A/R. Le vincitrici degli spareggi accedevano al terzo turno.
Al terzo turno partecipavano le 6 squadre che avevano passato il secondo turno, esse vennero divise in 3 spareggi A/R.
Le tre squadre che vinsero al terzo turno si qualificarono alle Olimpiadi.

## Risultati

### Turno preliminare
Burkina Faso e Gibuti si ritirarono prima di giocare i loro rispettivi incontri.
| 15 gennaio 1995 | Burundi | – | Gibuti |  |

| 29 gennaio 1995 | Gibuti | – | Burundi |  |

| 15 gennaio 1995 | Lesotho | 1 – 0 | Namibia |  |

| 28 gennaio 1995 | Namibia | 3 – 0 | Lesotho |  |

| 15 gennaio 1995 | Burkina Faso | – | Guinea-Bissau |  |

| 29 gennaio 1995 | Guinea-Bissau | – | Burkina Faso |  |

Passano il turno Burkina Faso (ritiro della Guinea-Bissau), Burundi (ritiro di Gibuti) e Namibia (3-1).

### Primo turno

#### Gruppo 1
| 15 aprile 1995 | Nigeria | 0 – 0 | Kenya |  |

| 16 aprile 1995 | Egitto | 1 – 0 | Mauritius |  |

| 16 aprile 1995 | Zambia | 2 – 0 | Botswana |  |

| 16 aprile 1995 | Zimbabwe | 4 – 0 | Malawi |  |

| 29 aprile 1995 | Kenya | 0 – 3 | Nigeria |  |

| 29 aprile 1995 | Malawi | 0 – 0 | Zimbabwe |  |

| 30 aprile 1995 | Botswana | 1 – 4 | Zambia |  |

| 30 aprile 1995 | Mauritius | 0 – 1 | Egitto |  |

#### Gruppo 2
| 14 aprile 1995 | Algeria | 1 – 1 | Guinea |  |

| 16 aprile 1995 | Mali | 1 – 2 | Togo |  |

| 16 aprile 1995 | Marocco | 0 – 0 | Senegal |  |

| 16 aprile 1995 | Tunisia | 4 – 1 | Burkina Faso |  |

| 29 aprile 1995 | Senegal | 1 – 0 | Marocco |  |

| 30 aprile 1995 | Guinea | 2 – 0 | Algeria |  |

| 30 aprile 1995 | Togo | 1 – 0 | Mali |  |

| 30 aprile 1995 | Burkina Faso | 1 – 0 | Tunisia |  |

#### Gruppo 3
| 15 aprile 1995 | Sudafrica | 1 – 1 | Burundi |  |

| 16 aprile 1995 | Camerun | 0 – 0 | Namibia |  |

| 16 aprile 1995 | Gabon | 1 – 3 | Angola |  |

| 16 aprile 1995 | Ghana | 0 – 0 | Rep. del Congo |  |

| 29 aprile 1995 | Namibia | 0 – 1 | Camerun |  |

| 30 aprile 1995 | Angola | 2 – 0 | Gabon |  |

| 30 aprile 1995 | Burundi | 4 – 1 | Sudafrica |  |

| 30 aprile 1995 | Rep. del Congo | – | Ghana |  |

Passano il turno Angola (5-1), Burundi (5-2), Camerun (1-0), Egitto (2-0), Ghana (ritiro della Rep. del Congo), Guinea (3-1), Nigeria (3-0), Senegal (1-0), Togo (3-1), Tunisia (4-2), Zambia (6-1) e Zimbabwe (4-0).

### Secondo turno

#### Gruppo 1
| 12 agosto 1995 | Nigeria | 3 – 2 | Egitto |  |

| 13 agosto 1995 | Zimbabwe | 1 – 1 | Zambia |  |

| 25 agosto 1995 | Egitto | 1 – 1 | Nigeria |  |

| 27 agosto 1995 | Zambia | 1 – 2 | Zimbabwe |  |

#### Gruppo 2
| 12 agosto 1995 | Senegal | 2 – 3 | Guinea |  |

| 17 agosto 1995 | Tunisia | 1 – 1 | Togo |  |

| 26 agosto 1995 | Guinea | 2 – 0 | Senegal |  |

| 27 agosto 1995 | Togo | 2 – 1 | Tunisia |  |

#### Gruppo 3
| 13 agosto 1995 | Ghana | 3 – 1 | Angola |  |

| 13 agosto 1995 | Burundi | 1 – 0 | Camerun |  |

| 27 agosto 1995 | Angola | 1 – 0 | Ghana |  |

| 27 agosto 1995 | Camerun | 2 – 0 | Burundi |  |

Passano il turno Camerun (2-1), Ghana (3-2), Guinea (5-2), Nigeria (4-3), Tunisia (squalifica del Togo) e Zimbabwe (3-2).

### Terzo turno
| 3 marzo 1996 | Zimbabwe | 0 – 1 | Nigeria |  |

| 3 marzo 1996 | Tunisia | 5 – 2 | Guinea |  |

| 3 marzo 1996 | Ghana | 3 – 0 | Camerun |  |

| 16 marzo 1996 | Nigeria | 1 – 0 | Zimbabwe |  |

| 17 marzo 1996 | Guinea | 2 – 0 | Tunisia |  |

| 17 marzo 1996 | Camerun | 0 – 0 | Ghana |  |

Si qualificano alle Olimpiadi Ghana (3-0), Nigeria (2-0) e Tunisia (5-4).